# Nina Lobkovskaïa
Nina Alexeïevna Lobkovskaïa (russe : Ни́на Алексе́евна Лобко́вская) née le 8 mars 1925, est une tireuse d'élite de l'Armée rouge pendant la Seconde Guerre mondiale. Elle atteignit le grade de lieutenant dans la 3e armée de choc. Pendant la guerre, on lui attribue 89 morts, faisant d'elle la dixième sniper féminine la plus mortelle de la guerre.

## Biographie
Née en Sibérie, Nina Lobkovskaïa est l'ainée d'une fratrie de cinq enfants. Sa famille s'installe au Tadjikistan en raison de la mauvaise santé de son père, Alexeï. Enrôlé dans l'Armée rouge, ce dernier est tué en octobre 1942 lors de la bataille de Voronej. Bien que la Seconde Guerre mondiale n'arrive pas jusqu'au Tadjikistan, après l'arrivée de nombreux réfugiés fuyant les combats en URSS, Lobkovskaïa décide de s’enrôler dans l'armée après son diplôme sous les conseils des membres de son Komsomol,.
Entraînée comme tireuse d'élite à Vechniaki dans la Central Women’s Sniper Training School (en) avec 3 000 autres femmes, elle commande à partir de février 1945 une compagnie de tireuses d'élite qui participa à la bataille de Berlin. Une nuit, en protégeant une rue, l'unité participe à la capture de 27 soldats ennemis. Pendant la guerre lui est attribué 89 morts sur les fronts de la Baltique et de la Biélorussie,.

## Distinctions
- Ordre du Drapeau rouge
- Ordre de la Guerre patriotique 1re et 2e classe.
- Ordre de la Gloire 2e classe
- Médaille du Courage